# رونی برکت
رونی برکت (انگلیسی: Ronnie Birkett; ۲۵ ژوئیهٔ ۱۹۲۷ – دسامبر ۱۹۹۲) بازیکن فوتبال اهل بریتانیا بود.
از باشگاه‌هایی که در آن بازی کرده‌است می‌توان به باشگاه فوتبال منچستر سیتی و باشگاه فوتبال اولدهام اتلتیک اشاره کرد.